# Бегичев, Степан Никитич
Степа́н Ники́тич Бе́гичев (1785—1859) — полковник, мемуарист; брат Д. Н. Бегичева и Е. Н. Яблочковой.

## Биография
Происходил из тульской ветви старинного дворянского рода Бегичевых: сын капитана Никиты Степановича Бегичева и его супруги Александры Ивановны, урождённой Кологривовой. Окончил Пажеский корпус (1802). Недолго служил в армии (Александрийский гусарский и Олонецкий мушкетёрский полки) и уволился по болезни уже 21 сентября 1803 года. В 1807 году вступил в тульскую милицию.
В 1813 году вновь принят на службу корнетом и назначен адъютантом к генералу А. С. Кологривову — вместе с братом Дмитрием и Александром Грибоедовым; 21 мая 1813 года переведён в Кавалергардский полк. С 9 июля 1819 года — подполковник Тираспольского конно-егерского полка. Вскоре после женитьбы, 15 (27) сентября 1825 года вышел в отставку полковником.
Входил в ранние декабристские организации. Был членом «Союза благоденствия», но отошёл от него ещё до роспуска и поэтому к следствию по делу декабристов не привлекался. В 1820-е года дом Бегичева был одним из центров культурной жизни Москвы. Здесь бывали А. С. Грибоедов, В. Ф. Одоевский, В. К. Кюхельбекер, Д. В. Давыдов, А. Н. Верстовский. В имении Бегичева селе Дмитровском (Тульская губ.) Грибоедов работал над «Горем от ума».
Автор одной из первых статей о комедии «Горе от ума», по настоянию Грибоедова, впрочем, не напечатанной. Был связан с Грибоедовым узами тесной дружбы. По личным воспоминаниям написал «Записку об А. С. Грибоедове» («Русский вестник», 1892, а также: А. С. Грибоедов в воспоминаниях современников. — М.: Федерация, 1929. — С. 3—15).

## Московские адреса
- улица Большая Дмитровка, на месте дома 15. В доме Бегичева Грибоедов останавливался, когда последний раз был в Москве по дороге в Персию.
- Мясницкая улица, 42. Усадьба Бегичева. В 1823 г., вернувшись в Москву после долгого отсутствия, Грибоедов остановился у Бегичева. В доме некоторое время был музыкальный салон.

## Семья
Был дважды женат.
Первая жена, с 29.4.1823 года — Анна Ивановна Барышникова, младшая дочь И. И. Барышникова. Их дети:
- Никита (род. 1827),
- Надежда (28.7.1828 — 1848)
- Екатерина (род. 1829), в замужестве Тиличеева
- Иван (род. 1831)
- Дмитрий (род. 1832)
- Мария (1833—1918);

Вторая жена, с 1844 года — француженка-гувернантка Мария Ивановна Лелу.